# Masacre del sábado negro
El Sábado Negro (árabe: السبت الأسود, francés: Samedi noir) fue la masacre de unos 300 musulmanes y drusos libaneses en Beirut por las Falanges Libanesas el sábado 6 de diciembre de 1975, durante las primeras etapas de la guerra civil libanesa. Sentó un precedente para estallidos posteriores como la batalla de los Hoteles, la masacre de Karantina y la masacre de Damour.
Los asesinatos fueron dirigidos por Joseph Saade, un falangista cuyo hijo fue asesinado en Fanar ese mismo día, cuando cuatro jóvenes falangistas cristianos (Kataeb) fueron encontrados asesinados en la carretera de Fanar en el Líbano.
La masacre incendió Beirut y aceleró la rápida escalada de la guerra civil.